# Головко, Александр Николаевич (футболист)
Александр Николаевич Головко (род. 20 февраля 1973, Киев) — советский и украинский футболист.

## Игровая карьера
В футбол начинал играть в дубле киевского «Динамо», где играл с 1990 по 1996 годы. В 1996 году перешёл в «Ворсклу». В высшей лиге чемпионата Украины дебютировал 20 июля 1996 года в игре против «Прикарпатья» (2:0). За «Ворсклу» сыграл около 100 матчей.
В 2003 году стал игроком команды «Сокол» (Золочев), где встретил Сергея Барановского, с которым 4 года играл в дубле динамовцев. После золочевской команды футболисты вместе играли в «Нежине» и «Николаеве». Вместе проходили просмотр в мозырьской «Славии». Не сумев подписать контракт с белорусами, вместе продолжили карьеру в любительских «Химмаше» (Коростень) и «Звезде» (Киев).

## Достижения
«Ворскла»
- Бронзовый призёр чемпионата Украины: 1996/97